# 川村楓
川村 楓（かわむら かえで、1997年11月23日 - ）は、日本の陸上競技選手。長距離走。京都府立宮津高等学校、佛教大学を経て岩谷産業に所属。

## 概要
京都府立宮津高校、佛教大学時代は世代カテゴリでトップレベルの選手ではなかった。学生時代終盤には「続けられたら続けたい」「でも実績がないから、入れてくれる実業団はあるのかな」という思いでいたが大学4年時の日本インカレ10000mで８位となり岩谷産業へ入社。
入社４年目の2023年、全日本実業団対抗女子駅伝競走大会予選会 (プリンセス駅伝) では1区で区間賞の樺沢和佳奈と同タイムの2位でチーム優勝に貢献。本大会 (クイーンズ駅伝) では最長区間の3区を任され、区間5位の好走でチームはシード権獲得した。
2024年、都道府県対抗女子駅伝では京都府チームのアンカー・9区を担当。小海遥、鈴木優花、新谷仁美、谷本七星ら実績のある選手を抑えて区間賞を獲得。自身初のマラソン挑戦となった大阪マラソンでは2時間25分44秒をマークし、日本人トップの総合5位。これは川村を指導する、野口みずきの初マラソン記録にあと9秒と迫る好記録だった。翌年も都道府県対抗女子駅伝の9区を担当し区間賞を獲得、京都の3年ぶり19回目の優勝となるゴールテープを切った。

## 主な記録
| 年     | 大会                   | 種目     | 順位   | 備考         |
| ------ | ---------------------- | -------- | ------ | ------------ |
| 2019年 | 日本インカレ           | 10000m   | 8位    |              |
| 2022年 | クイーンズ駅伝         | 1区      | 10位   | 岩谷産業15位 |
| 2023年 | 全日本実業団陸上選手権 | 1500m    | 12位   |              |
|        | 全日本実業団陸上選手権 | 5000m    | 12位   |              |
|        | プリンセス駅伝         | 1区      | 2位    | 岩谷産業優勝 |
|        | クイーンズ駅伝         | 3区      | 5位    | 岩谷産業8位  |
|        | 第107回日本陸上選手権  | 10000m   | 13位   |              |
| 2024年 | 都道府県対抗女子駅伝   | 9区      | 区間賞 | 京都府2位    |
|        | 大阪マラソン           | マラソン | 5位    | 日本人トップ |
| 2025年 | 都道府県対抗女子駅伝   | 9区      | 区間賞 | 京都府優勝   |